# نيكولو غالي
نيكولو غالي (بالإيطالية: Niccolò Galli)‏ (22 مايو 1983 في إيطاليا - 10 فبراير 2001 في إيطاليا) هو لاعب كرة قدم إيطالي في مركز الدفاع. شارك مع منتخب إيطاليا تحت 16 سنة لكرة القدم ومنتخب إيطاليا تحت 17 سنة لكرة القدم ومنتخب إيطاليا تحت 18 سنة لكرة القدم. أما مع النوادي، فقد لعب مع فيورنتينا ونادي أرسنال ونادي بارما ونادي بولونيا ونادي تورينو.

## وصلات خارجية
- نيكولو غالي على موقع قاعدة بيانات كرة القدم.إي يو (الإنجليزية)
- نيكولو غالي على موقع عالم كرة القدم.نت (الإنجليزية)